# Colourbox
Colourbox – brytyjska grupa muzyczna założona w 1982 w Londynie przez braci Martyna i Stevena Alana Youngów. Aktywna do 1987.

## Historia
W 1982 londyńscy muzycy, bracia Martyn i Steven Young zaprosili wokalistkę Debbion Currie do nagrania debiutanckiego singla „Breakdown”, który ukazał się nakładem wytwórni 4AD w tym samym roku. W roku następnym Youngowie ponownie nagrali ten sam singiel, ale z nową wokalistką, Loritą Grahame, która zastąpiła Debbion Currie.
Colourbox był uważany za jednego z prekursorów muzyki dyskotekowej tworzonej metodą komputerowego samplowania z fragmentów nagrań innych wykonawców, ze specjalnych efektów dźwiękowych oraz z nowych partii instrumentalnych i wokalnych.
Wyrazem tych eksperymentów stała się wydana w 1983 epka Colourbox, oraz single „Say You”, „Punch” (oba z 1984) i „The Moon Is Blue” (1985). W 1985 grupa wydała swój pierwszy (i jedyny w karierze) Album, Colourbox.
W 1987 na zlecenie szefa 4AD Ivo Watts-Russella, bracia Young nawiązali współpracę z zespołem A. R. Kane tworząc wspólną grupę o nazwie M/A/R/R/S, która nagrała przebojowy singiel „Pump Up the Volume”. Zyskał on rozgłos dochodząc do pierwszego miejsca na brytyjskiej liście przebojów, co było pierwszym tego typu osiągnięciem w historii 4AD. Pomimo tego sukcesu grupa M/A/R/R/S nie podjęła dalszej działalności.
Bracia Young uczestniczyli też w innych przedsięwzięciach szefa 4AD, This Mortal Coil i Lonely Is an Eyesore.

## Dyskografia

### Albumy
- 1983 – Colourbox (minialbum)[4]
- 1985 – Colourbox[5]

### Single
- 1982 – „Breakdown”/„Tarantula”[6]
- 1983 – „Breakdown” (Second Version)/„Tarantula” (Second Version)[7]
- 1984 – „Punch”/„Keep On Pushing”/„Shadows In The Room”[8]
- 1984 – „Say You”/„Fast Dump”[9]
- 1984 – „Shotgun”/„Nation”[10]
- 1984 – „The Moon Is Blue”/„You Keep Me Hanging On”[11]
- 1985 – „Arena (Edit)”/„Inside Informer”[12]
- 1986 – „The Official Colourbox World Cup Theme”/„Philip Glass”/„The Official Colourbox World Cup Theme”[13]
- 1986 – „Baby I Love You So”/„Looks Like We’re Shy One Horse”/„Shoot Out”[14]
- 1986 – „You Keep Me Hanging On”/„Say You”/„Baby I Love You So”/Looks Like We’re Shy One Horse / Shoot Out”[15]
- 2001 – M|A|R|R|S – „Pump Up The Volume” (USA Mix)/ Colourbox – „Looks Like We’re Shy One Horse”[16]

### Kompilacje
- 2001 – Best Of 82-87[17]
- 2012 – Colourbox[18]